# Mertensophryne
Mertensophryne – rodzaj płazów bezogonowych z rodziny ropuchowatych (Bufonidae).

## Zasięg występowania
Rodzaj obejmuje gatunki występujące od wschodniej i południowej Demokratycznej Republice Konga do Kenii, Tanzanii, Malawi, południowo-wschodniego Zimbabwe i sąsiedniego Mozambiku.

## Systematyka

### Etymologia
- Mertensophryne: Robert Friedrich Wilhelm Mertens (1894–1975), niemiecki herpetolog; gr. φρυνη phrunē, φρυνης phrunēs „ropucha”[2].
- Stephopaedes: gr. στεφανος stephanos „korona”; φερω pherō „nosić”; παις pais, παιδος paidos „dziecko”[3].

### Podział systematyczny
Zaliczane do niego gatunki w większości umieszczano wcześniej w rodzajach Stephopaedes oraz Bufo, jedynie Mertensophryne micranotis pojawił się od razu w omawianym rodzaju. Do rodzaju należą następujące gatunki:
- Mertensophryne anotis (Boulenger, 1907)
- Mertensophryne howelli (Poynton and Clarke, 1999)
- Mertensophryne lindneri (Mertens, 1955)
- Mertensophryne lonnbergi (Andersson, 1911)
- Mertensophryne loveridgei (Poynton, 1991)
- Mertensophryne melanopleura (Schmidt and Inger, 1959)
- Mertensophryne micranotis (Loveridge, 1925)
- Mertensophryne mocquardi (Angel, 1924)
- Mertensophryne nairobiensis (Loveridge, 1932)
- Mertensophryne nyikae (Loveridge, 1953)
- Mertensophryne schmidti Grandison, 1972
- Mertensophryne taitana (Peters, 1878)
- Mertensophryne usambarae (Poynton and Clarke, 1999)
- Mertensophryne uzunguensis (Loveridge, 1932)